# Josefa Naval Girbés
Josefa Naval Girbés OCDS (Algemesí, Ribera Alta, 11 de diciembre de 1820 - 24 de febrero de 1893) fue una mujer seglar, consagrada a la instrucción y educación cristiana de las jóvenes de su pueblo. Se le venera como Beata Josefa Naval y actualmente se instruye proceso de canonización.

## Vida
Nació en Algemesí en una familia de campesinos, hija de Francisco Naval y Josefa María Girbés, siendo la primera de cinco hijos. Bautizada como María Josefa, de mayor era conocida como Pepa o Señora Pepa. Estudió en la escuela de la Enseñanza, que dependía de la Catedral de Valencia. Su madre murió cuando ella tenía trece años, y a partir de entonces se ocupó del hogar y la educación de sus hermanos.
De joven hizo voto de castidad y comenzó una vida de oración y perfección evangélica, dedicándose a hacer obras de caridad y apostolado, sometiéndose a la tutela de su parroquia, actual basílica de San Jaime de su ciudad natal. Bajo la dirección espiritual del párroco Gaspar Silvestre, además de tareas de mantenimiento en la misma parroquia, Josefa se ocupaba de las niñas pobres que carecían de lo imprescindible. Así pues les ofrecía formación para que tuvieran posibilidades de vivir por su cuenta. A su 28 años organizó en su casa una escuela donde aprendían a leer y a escribir y un taller de labores propio para aquella época, donde aprendían gratuitamente el oficio del bordado de la que ella era buena maestra, y otras tareas. Todo esto lo compaginaba con la formación espiritual de sus alumnas: amor al prójimo, catequesis y convivencia cristiana, con lectura del Evangelio, oración, aprender la meditación mientras se realizan otras labores; daba consejos y orientaba a personas para que se reconciliasen en caso de desavenencias, ayudaba a las madres en la formación cristiana de los hijos, etc.
Terciaria de la Orden de la Virgen del Carmen y de Santa Teresa de Jesús, tenía una gran devoción por San Juan de la Cruz. Destacó en la caridad hacia los huérfanos, marginados y enfermos, y durante la epidemia de cólera que hubo en Algemesí en 1885 se dedicó generosamente, aun arriesgando su propia vida, a asistir a las innumerables víctimas de tan terrible enfermedad (véase: Pandemias de cólera en España). Finalmente murió en su ciudad natal el 24 de febrero de 1893. Pronto su fama de santidad se extendió más allá de los límites locales.
Su sepulcro se venera en la que fue su parroquia, actual Basílica de San Jaime, de Algemesí.

## Veneración
Inspirado por su obra, Bernat Asensi y Cubells (1889-1962), también de Algemesí, fundó la congregación de las Misioneras de la Divina Providencia y promovió la beatificación de Josefa Naval, además de escribir su biografía.
El 25 de septiembre de 1988 fue beatificada en Roma por Juan Pablo II, y actualmente está abierto su proceso de canonización. La diócesis de Valencia celebra su festividad litúrgica el 6 de noviembre y el primer domingo posterior a esta fecha. Y en el 2005 se erigió el primer templo dedicado a la beata, el cual se halla ubicado en la ciudad de Santo Domingo.